# Interféromètre optique à longue base

Schéma de principe d'un interféromètre optique à longue base comprenant deux télescopes.

Un interféromètre optique à longue base est un type d'interféromètre composé de plusieurs télescopes et fonctionnant dans le spectre visible ou infrarouge. Il est utilisé en astronomie afin d'obtenir un pouvoir de résolution (finesse de l'image) plus grand qu'avec un seul télescope.

## Signification du nom
« Interféromètre » indique que l'instrument produit des interférences à partir de la lumière reçue de l'objet céleste observé. La mesure effectuée concerne les paramètres des interférences : contraste, phase et quantités dérivées.
« Optique » signifie que la technologie repose sur les composants classiques d'optique géométrique : lentilles et miroirs utilisés en incidence quasi-normale (plus récemment composants d'optique intégrée) et capteurs photographiques. Les longueurs d'onde vont de l'ultraviolet (de l'ordre de 0,2 μm) à l'infrarouge lointain (de l'ordre de 10–20 μm). Le terme s'oppose aux technologies utilisées aux longueurs d'onde plus faibles (rayons X et rayons gamma) où les miroirs sont utilisés en incidence rasante et aux longueurs d'onde plus élevées (infrarouge lointain et ondes radio) où le type de composants (antennes, transmission électronique du signal) et de détecteurs (hétérodynes le plus souvent) est différent.
L'expression « longue base » indique qu'il est composé de plusieurs télescopes séparés typiquement d'une dizaine de mètres ou plus et présente une ligne à retard compensant la différence de marche entre les différentes ouvertures. Il s'oppose à d'autres types d'interféromètres utilisant un seul télescope (interférométrie des tavelures ou interféromètre à masque de pupille), dont le pouvoir de résolution reste limité à celui du dit télescope.

## Liste d'interféromètres optiques à longue base

### Anciens instruments
| Nom             | Opérateur | Lieu                      | NB   | B (m)  | λ (μm)    | Ntél | Période    | λ/Δλ       | mlim (mag) | ΔV/V      | Δφ (mrad) | θrés (mas) |
| --------------- | --------- | ------------------------- | ---- | ------ | --------- | ---- | ---------- | ---------- | ---------- | --------- | --------- | ---------- |
| PTI (en)        | JPL       | Mont Palomar (États-Unis) | 3    | 86–110 | 1,6–2,4   | 2    | 1995--2008 | 25–50      | K=6        | 0,02      | 0,1       | 3–6        |
| KI              | JPL       | Mauna Kea (États-Unis)    | 2    | 85     | 2,0–2,4   | 2    | 2001--2012 | ?          | K=10       | 0,04      | 1         | 4–5        |
| KI              | JPL       | Mauna Kea (États-Unis)    | 2    | 85     | 8–13      | 2    | 2004       | ?          | ?          | ?         | ?         | 20–30      |
| GI2T            | OCA       | Calern (France)           | —    | 12–65  | 0,40–0,85 | 2    | 1980–2006  | 1700—35000 | R=6        | 0,1       | 70        | 1–14       |
| GI2T            | OCA       | Calern (France)           | —    | 12–65  | 1,1–2,4   | 2    | 1999       | 1500       | ?          | 0,1       | <?        | 3–40       |
| IOTA            | Harvard   | Mont Hopkins (en) (USA)   | 136  | 5-38   | 3,4–5,2,  | 2    | 1995–2002  | ?          | L=−1       | 0,02      | —         | 20–200     |
| IOTA            | Harvard   | Mont Hopkins (en) (USA)   | 136  | 5-38   | 1,1–2,4   | 3    | 1993–2006  | ?          | H=7        | 0,02      | 10        | 6–100      |
| Mark III        | USNO      | Mont Wilson (États-Unis)  | 4    | 3–31   | 0,5–0,8   | 2    | 1986–1992  | 20–32      | V=3        | 0,01–0,10 | —         | 3–50       |
| 20 ft           |           |                           |      | 6      |           | 2    | 1920–1931  |            |            |           |           |            |
| 50 ft           |           |                           |      | 15     |           | 2    | 1931–1938  |            |            |           |           |            |
| II              |           |                           |      | ?      |           | 2    | 1964-1976  |            |            |           |           |            |
| I2T             |           |                           |      |        |           | 2    | 1974–1987  |            |            |           |           |            |
| Mark I          |           |                           |      |        |           | 2    | 1979       |            |            |           |           |            |
| Mark II         |           |                           |      |        |           | 2    | 1982–1984  |            |            |           |           |            |
| 11.4m prototype |           |                           | 11,4 |        |           | 2    | 1985–1988  |            |            |           |           |            |
| MIRA-I          |           |                           |      |        |           | 2    | 1998–1999  |            |            |           |           |            |
| IRMA            |           |                           |      |        |           | 2    | 1990-1992  |            |            |           |           |            |
| Soir d'été      |           |                           |      |        |           | 2    | 1979–1993  |            |            |           |           |            |

### Instruments en service

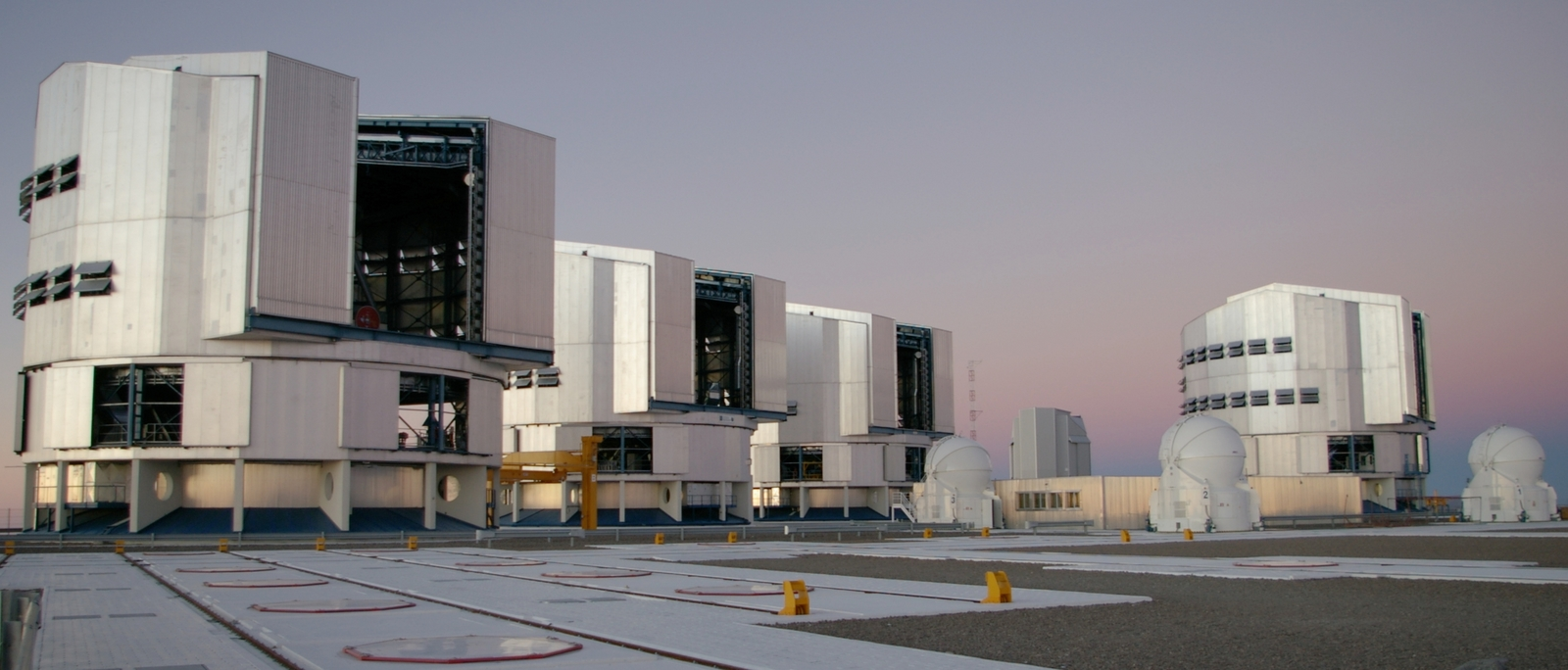
Les télescopes unitaires de 8 m composant le Very Large Telescope Interferometer au Cerro Paranal, Chili.

Sept interféromètres optiques à longue base sont en service en 2006, si l'on exclut les deux qui, tout en fonctionnant aux mêmes longueurs d'onde, utilisent des technologies différentes. Ils possèdent des fonctionnalités complémentaires en termes de longueur d'onde (de 0,45 à 13 μm), de ciel observable (deux dans l'hémisphère sud, SUSI et VLTI), de résolution angulaire (0,2 à 300 millisecondes d'arc).
Les instruments avec une bonne magnitude limite, possèdent une faible couverture des fréquences spatiales car ils comprennent un petit nombre de télescopes de grand diamètre afin de collecter suffisamment de lumière (par ex. KI et VLTI/VIMA) ; de manière complémentaire, ceux qui ont une bonne couverture du plan pupille nécessitent de petits télescopes (nombreux ou relogeables), ce qui limite leur sensibilité (comme NPOI ou VLTI/VISA).
Les instruments fonctionnant en infrarouge moyen (aux alentours de 10 μm), le VLTI et le KI, montrent de moins bonnes sensibilité et précision : à ces longueurs d'onde, la détection est limitée par le rayonnement thermique du ciel et des optiques non refroidies.
| Nom | Opérateur        | Lieu                     | NB  | B      | λ (μm)    | Ntél   | Début     | λ/Δλ     | mlim (mag) | ΔV/V                 | Δφ (mrad) | θrés   |
| --- | ---------------- | ------------------------ | --- | ------ | --------- | ------ | --------- | -------- | ---------- | -------------------- | --------- | ------ |
| COAST | Cambridge        | UK                       | 10  | 4–67   | 0,65–1,0  | 4      | 1991      | ?        | 7          | 0,04                 | 10        | 2–50   |
| COAST | Cambridge        | UK                       | 10  | 4–67   | 1,0–2,3   | 4      | 1995      | ?        | 3          | 0,2                  | 10        | 3–120  |
| VLTI VIMA | ESO              | Paranal (Chili)          | 6   | 47–130 | 1,1–2,4   | 3      | 2004      | 30–12000 | K=2–7,     | 0,01–0,03            | 10–30     | 2–10   |
| VLTI VIMA | ESO              | Paranal (Chili)          | 6   | 47–130 | 8–13      | 2      | 2002      | 30–230   | N=2–4,     | 0,1                  | 250       | 13–60  |
| VLTI VISA | ESO              | Paranal (Chili)          | 248 | 8–202  | 1,1–2,4   | 3      | 2005      | 30–2000  | K=1–5,     | 0,01–0,02            | 10–20     | 1–60   |
| VLTI VISA | ESO              | Paranal (Chili)          | 248 | 8–202  | 8–13      | 2      | 2005      | 30–230   | N=0–1,     | 0,1[réf. nécessaire] | 250       | 8–300  |
| NPOI | USNO             | Lowell (États-Unis)      | 435 | 2–437  | 0,45–0,85 | 6      | 1994      | 35–70    | V=5        | 0,04                 | 10        | 0,2–80 |
| MIRA-I.2 | NAOJ             | Tokyo (Japon)            | 2   | 30     | 0,6–1,0   | 2      | 2002      | ?        | I=4,5      | 0,10                 | —         | 4–7    |
| SUSI (en) | Sydney Australie | Narrabi (Australie)      | 10  | 5–160  | 0,43–0,95 | 2      | 1993-2017 | ?        | B=2,5, I=5 | 0,04                 | 10        | 0,5–40 |
| CHARA | CHARA            | Mont Wilson (États-Unis) | 15  | 34–331 | V, K      | 2 (4?) |           |          |            |                      |           |        |
| Note : L'instrument Infrared Space Interferometer (ISI) est un interféromètre à deux télescopes fonctionnant en infrarouge moyen (10 μm). Sa technologie de détection hétérodyne le rapproche toutefois des interféromètres radio. Le Large Binocular Telescope (LBT) est un interféromètre optique avec une ligne de base de 16 m ; toutefois les deux miroirs sont disposés sur une monture unique, de sorte que sa technologie se rapproche de celles des télescopes classiques, notamment par l'absence de ligne à retard longue. |                  |                          |     |        |           |        |           |          |            |                      |           |        |

#### Articles de vulgarisation
- (en) Antoine Labeyrie, Stellar interferometry: a widening frontier, dans Sky & Telescope  (ISSN 0037-6604) n° 63 (avril 1983), p. 334-338
- (en) Thomas Armstrong, Donald Hutter, Kanneth Johnston et David Mozurkewich, Stellar Optical Interferometry in the 1990s, dans Physics Today  (ISSN 0031-9228), vol. 48, n° 5 (mai 1995), p. 42-49.
- (fr) Sacha Loiseau et Guy Perrin, Interférométrie optique : ombres et lumières sur l'univers dans La Recherche, n° 292 (novembre 1996), p. 68-72
- (fr) Arsen R. Hajian et J. Thomas Armstrong, dans Pour la Science  (ISSN 0153-4092) n° 283 (mai 2001) (traduction de A Sharper View of the Stars dans Scientific American  (ISSN 0036-8733) de mars 2001 [lire en ligne]) [lire en ligne]
- (en) William Speed Reed, Amy Eckert (photographie), The Very Best Telescope, dans Discover, vol. 23, n° 10, octobre 2002, p. ??? [lire en ligne]
- (en) Peter R. Lawson, Optical interferometry comes of age, Sky & Telescope  (ISSN 0037-6604) n° 82 (mai 2003), p. 30-39

#### Cours de niveau master
- (en) Peter R. Lawson, Principles of Long Baseline Stellar Interferometry, John Wiley & Sons Inc., coll. « Interscience », 2006, 600 p. (ISBN 0-471-71341-4)
- (en) Peter R. Lawson, Principles of Long Baseline Stellar Interferometry, Pasadena, Jet Propulsion Laboratory, 2000, 338 p. (lire en ligne)

#### Articles de revue spécialisés
- (en) Andreas Quirrenbach, Optical Interferometry, Annual Review of Astronomy and Astrophysics, vol. 39, p. 353-401 (2001)  (ISSN 0066-4146) [lire en ligne]
- (en) Michael Shao et Mark M. Colavita, Long baseline optical and infrared stellar interferometry, Annual Review of Astronomy and Astrophysics, vol. 30, p. 457-498 (1992)  (ISSN 0066-4146) [lire en ligne]
- (en) François Roddier et Pierre Léna, « Long-baseline Michelson interferometry with large ground-based telescopes operating at optical wavelengths », Journal of Optics, vol. 15, no 4,‎ 1984, p. 171-182 (ISSN 0150-536X, lire en ligne [PDF])